# Pseudohadena gnorima
Pseudohadena gnorima är en fjärilsart som beskrevs av Rudolf Püngeler 1906. Pseudohadena gnorima ingår i släktet Pseudohadena och familjen nattflyn. Inga underarter finns listade.